# 云雾森林

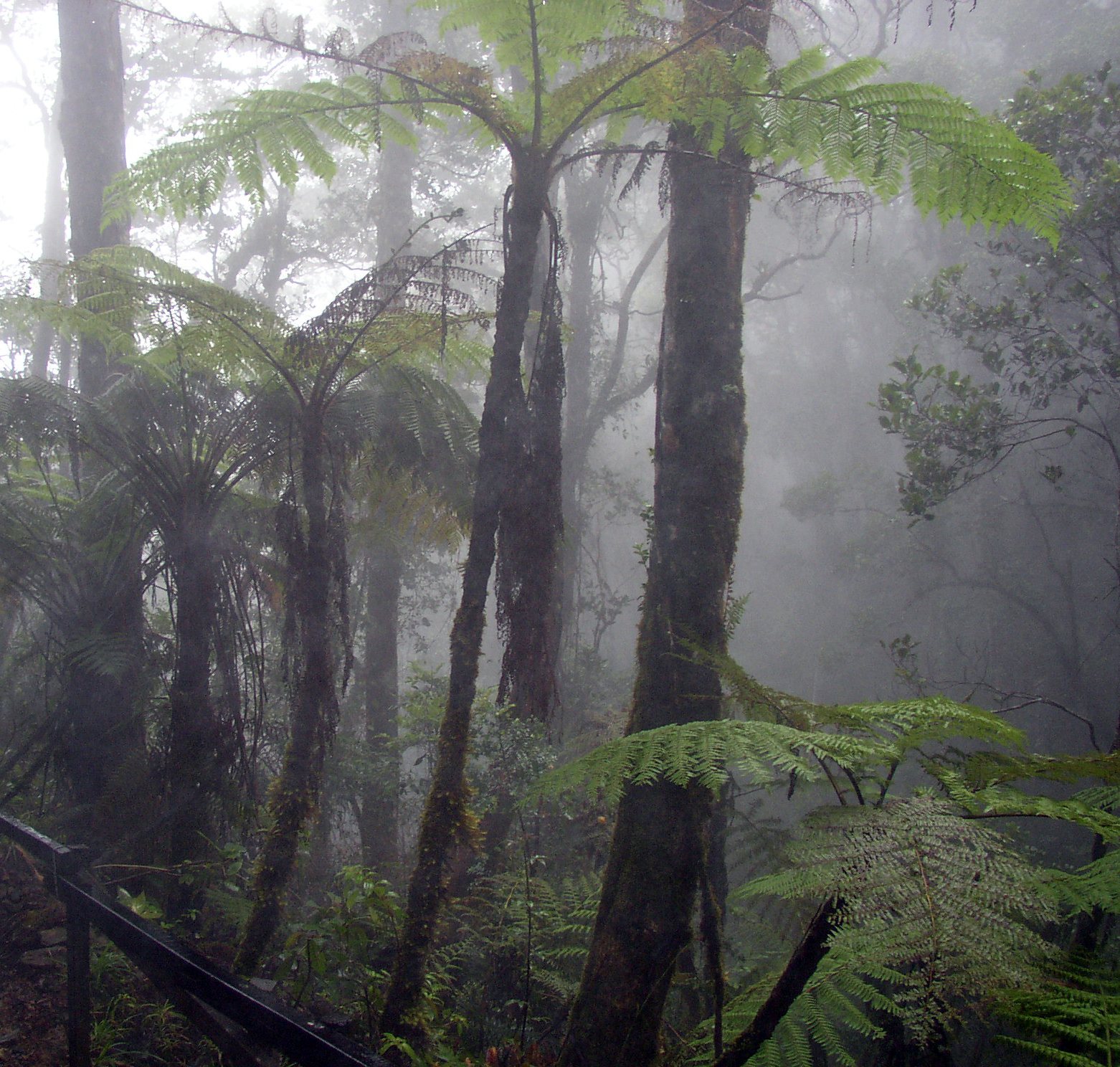
婆罗洲基纳巴卢山的云雾森林

云雾森林（cloud forest）是一种热带或亚热带常绿山地雨林。其特点是其林冠持续性，经常性或季节性的环绕着云雾。云雾森林的地面和植被上通常覆盖着丰富的苔藓，因此其也被称之为苔藓森林（mossy forest）。雲霧森林通常形成于山脉的鞍部，在这里云雾带来的水分能够更好的保留下来。

## 分布与气候

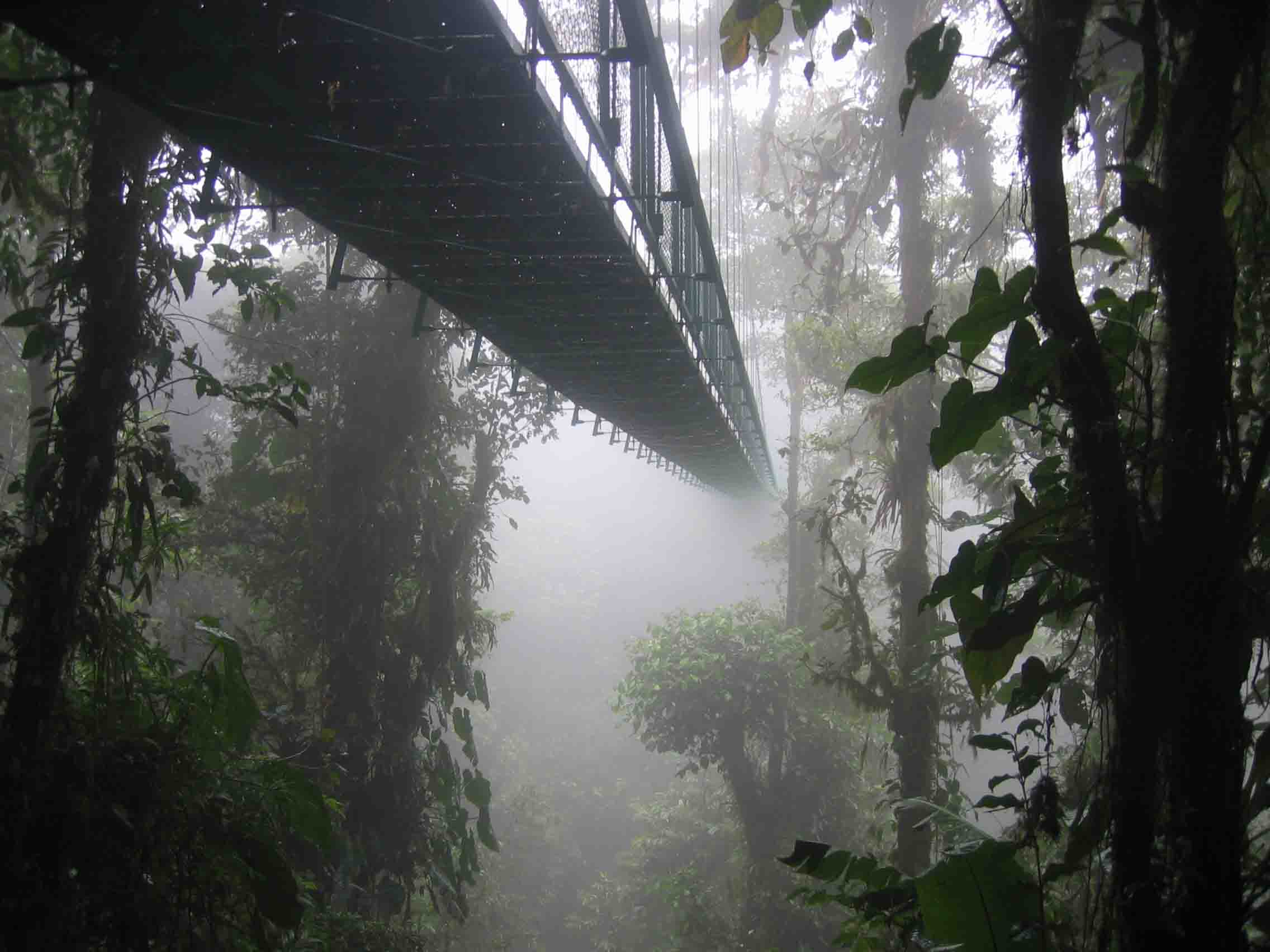
哥斯达黎加圣埃伦娜云雾森林中的吊桥

因当地的气候受离海距离和纬度等因素的影响，云雾森林可能存在于海拔500至4000米的地区。通常情况下，海拔相对较低的环境较适宜云雾森林的形成。其特点是有持续性的云雾环绕着植被，从而减弱了阳光及蒸发。在云雾森林中，大多数降水是以雾气凝结的形式出现的，雾气先凝结于叶片上，再滴落至地面。
热带云雾森林存在于北纬23°至南纬25°相对狭窄的纬度地区内。年降雨量在500至10000毫米之间，年平均气温在8至23℃之间。
虽然云雾森林是现代使用得广泛的称谓，但在某些领域，云雾森林生态系统或特殊类型也被称为苔藓森林、矮林、山地灌木林、矮云雾森林等。
云雾森林的定义是模糊的，许多国家并没有使用这个词汇。它们更倾向于使用“Afromontane forest”、高地山地雨林或更本地化的词汇，如“Bolivian yungas”和“大西洋群岛雨林”。偶尔有些亚热带甚至是温带森林具出现相似的气象条件也被认为属于云雾森林。
全球的云雾森林仅覆盖着陆地面积的1%。云雾森林主要集中于中美、南美、西非、中非、印度尼西亚、马来西亚、菲律宾、巴布亚新几内亚和加勒比。
存在热带和亚热带云雾森林的国家（或地區）：
- 安哥拉
- 阿根廷
- 澳大利亚
- 孟加拉
- 伯利兹
- 玻利维亚
- 巴西
- 文莱
- 布隆迪
- 柬埔寨
- 喀麦隆
- 中国
- 哥伦比亚
- 哥斯达黎加
- 刚果民主共和国
- 多米尼加
- 厄瓜多尔
- 萨尔瓦多
- 斐济
- 加蓬
- 危地马拉
- 圭亚那
- 伊斯帕尼奥拉島
- 洪都拉斯
- 印度
- 印度尼西亚
- 牙买加（布卢与约翰克罗山脉国家公园，Blue and John Crow Mountains National Park）[8]
- 肯尼亚
- 留尼旺岛（法国）
- 马达加斯加
- 马来西亚
- 墨西哥
- 密克罗尼西亚联邦
- 莫桑比克
- 缅甸
- 尼加拉瓜
- 阿曼
- 巴基斯坦
- 巴拿马
- 巴布亚新几内亚
- 秘鲁
- 菲律宾
- 马德拉（葡萄牙）
- 卢旺达
- 萨摩亚
- 加那利群岛（西班牙）
- 斯里兰卡
- 坦桑尼亚
- 千里達及托巴哥
- 夏威夷和波多黎各（美国）
- 委内瑞拉
- 越南
- 中華民國

## 温带云雾森林
虽然温带云雾森林没有受到像热带云雾森林那样的普遍认同，但温带地区的几处森林与热带云雾森林极其相似。

### 温带云雾森林的分布
- 阿根廷——卡塔马卡省和图库曼省
- 澳大利亚——拉明顿国家公园（昆士兰州）
- 智利——博斯克·德·弗雷·豪尔赫国家公园（Bosque de Fray Jorge National Park）
- 中国大陆——云南省
- 台湾
- 日本——屋久島部分
- 新西兰——达尼丁附近的塔拉纳基山、卡吉尔山和峡湾区的部分
- 葡萄牙——亚速尔群岛和马德拉群岛
- 南非
- 西班牙——加那利群岛
  - 美国——红木海岸

## 特征
与低地热带雨林相比，云雾森林表现出树高缩短，茎的密度增加，木本植物多样性降低。这些地区的树木普遍比同一地区的低海拔森林的树木更为矮小且质地坚硬，常形成茂密紧凑的林冠。随着海拔的增加，其叶片变小，变厚变硬。高湿度使其生物量增加，附生物种的多样性增加，特别是苔藓、地衣、蕨类、凤梨和兰花。特有物种的数量相当大。

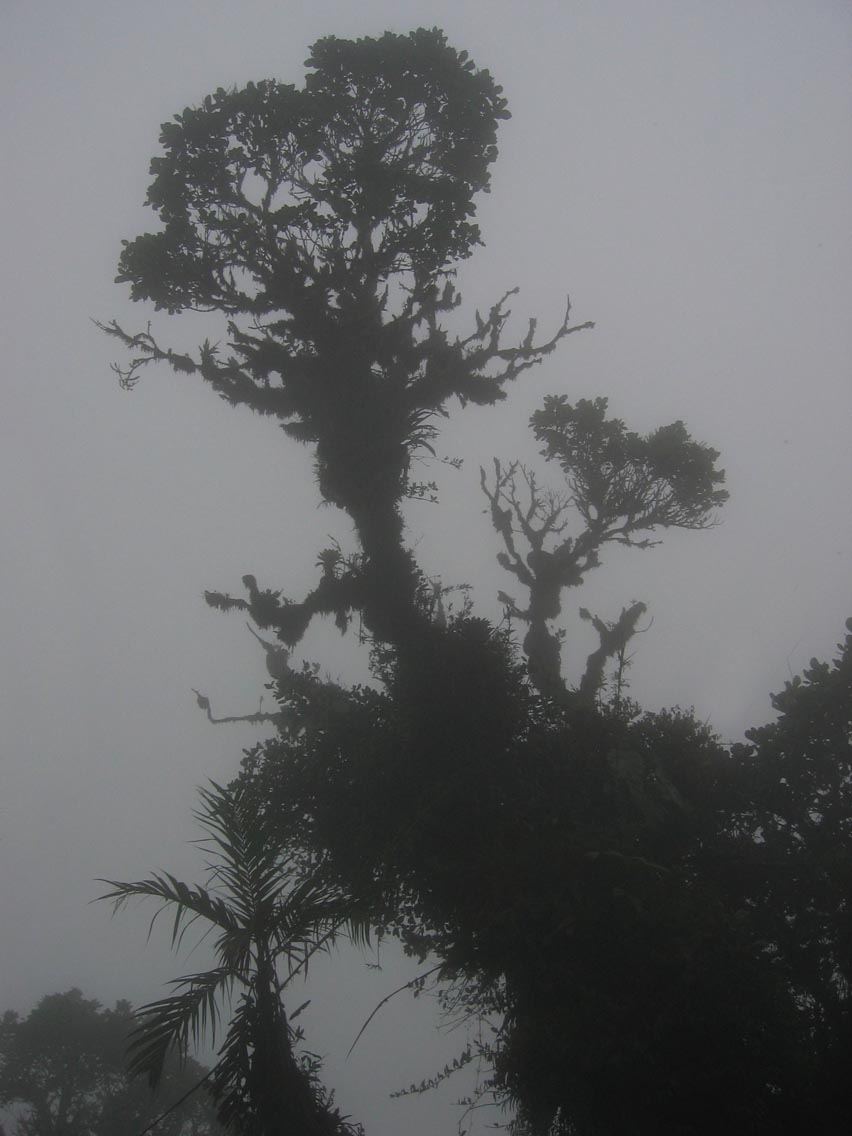
巴拿马边缘的云雾森林

云雾森林最重要的特点是其林冠可以拦截云雾中的水分。从云雾中获得的水分被称之为水平降水或隐匿性降水（因为不能从正常的降水检测中得知其多少），是当地水循环的重要部分。
由于土壤含水量高、阳光的减少和分解率较低，使得土壤的酸度很高，土壤的表面通常覆盖着粗腐殖质和泥炭。
施塔特米勒（Stadtmüller，1987）区别了两种热带山地云雾森林的一般类型：
- 高降水量型，由经常性的云雾环绕形成的强降雨和偶尔的持续性地形雨组成。其森林具林冠层，大量的附生植物和厚厚的泥炭层，其具高存水能力和控制径流的能力。
- 低降水量型，隐匿性降雨在年降水量中占大部分。

## 云雾森林的重要性
- 流域功能。由于其林冠可从云雾中取水，可使其旱季的降水量增加一倍，在雨季的降水量增加10%。[13][6]科斯廷和威姆布什（Costin and Wimbush，1961）的实验表明，非云雾森林的蒸发量要比云雾森林高20%，这意味着其会损失更多的水分。
- 植被。虽然热带山地云雾森林的物种多样性不如热带低地森林，但其可为许多物种提供独一无二的栖息地。[14][15]例如，委内瑞拉南部的云雾森林中生长着许多特有的灌木、兰花及食虫植物。[14]
- 动物群落。其中也存在着大量特有的动物。在秘鲁的云雾森林中存在着超过270种特有鸟类，哺乳动物和青蛙。[14]其中最著名的云雾森林动物是山地大猩猩和眼鏡熊。许多特有动物肩负着重要的作用，如传播种子等。[4]

## 現狀

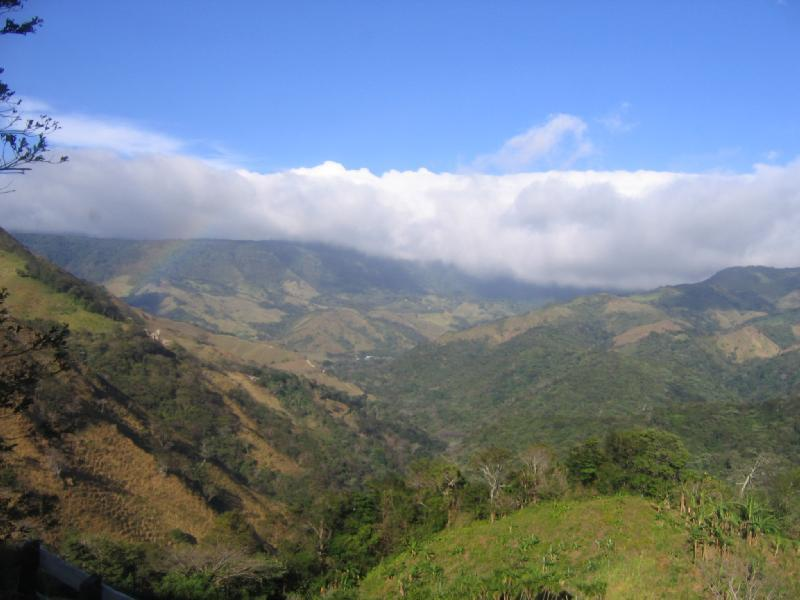
哥斯达黎加蒙特沃德的云雾森林

1970年统计，云雾森林共约50万公顷。由于人口的持续增加、贫困和不加控制的使用土地，造成了云雾森林的不断减少。1990年全球森林调查发现，每年有1.1%的热带山地及高地森林消失，减少率高于任何一种热带森林。云雾森林面积最大的国家之一的哥伦比亚，仅保留了原云雾森林的10%至20%。大部分地区已转变成人工林，用以农业和畜牧业。山地森林地区的主要农作物是茶叶和咖啡，但也记录到一些特殊物种导致的森林结构改变，如罗汉松属植物。
2004年的调查數據顯示，约三分之一的云雾森林得到保护。

## 气候变化对云雾森林的影响
由于云雾森林对气候的依赖，其必将受到气候变化的巨大影响。气候模型显示，低空云量将不断减少，这意味着适宜云雾森林的海拔高度将上升。再联系到云含水量的减少和温度的上升，水循环的改变将导致整个生态系统的干旱。这也将导致依赖于高湿度环境的附生植物死亡。青蛙和蜥蜴将受到干旱的威胁。此外，气候变化将导致热带气旋的数量增加，这可能会增加热带山地云雾森林的破坏率。所有气候变化的影响综合起来将造成当地生物多样性的丧失，生物海拔分布的改变，群落的重组及部分地区云雾森林的完全消失。

## 扩展阅读
- Laurisilva Montane Cloud Forest in the National Park of Garajonay, Canary Islands（页面存档备份，存于）
- Monteverde Costa Rica Cloud Forest
- Tropical Montane Cloud Forest Initiative（页面存档备份，存于）
- National Geographic (2001), "Cloud Forests Fading in the Mist, Their Treasures Little Known"（页面存档备份，存于）
- An Ecological Reserve in the Cloud Forest of Mindo Ecuador（页面存档备份，存于）
- St. Elena and Rara Avis, Costa Rica - Video
- Tropical hydrology and cloud forests project
- Hydrology of tropical cloud forests project
- Cloud Forest Video - Rara Avis CR